# Recensement ukrainien de 2001
Le recensement ukrainien de 2001 est à ce jour le seul recensement de la population de l'Ukraine indépendante. Il a été mené par le Comité national des statistiques d'Ukraine le 5 décembre 2001, douze ans après le dernier recensement de l'Union soviétique en 1989. Le prochain recensement ukrainien devait avoir lieu en 2011, mais a été reporté à plusieurs reprises.
La population totale enregistrée en 2001 était de 48 457 100 personnes, dont la population urbaine était de 32 574 500 (67,2 %), la population rurale 15 882 600 (32,8 %), les hommes : 22 441 400 (46,3 %), les femmes : 26 015 700 (53,7 %). La population permanente totale enregistrée était de 48 241 000 personnes.

## Implantations
454 villes ont été dénombrées dont neuf avaient une population de plus de 500 000 habitants. Le recensement a enregistré plus de 130 nationalités.

## Répartition de la population par régions
| Région                        | Population, 2001 (milliers) | Population, 1989 (milliers) | Évolution (pourcents) |
| ----------------------------- | --------------------------- | --------------------------- | --------------------- |
| République autonome de Crimée | 2033.7                      | 2063.6                      | 99                    |
| Oblast de Tcherkassy          | 1402.9                      | 1531.5                      | 92                    |
| Oblast de Tchernihiv          | 1245.3                      | 1415.9                      | 88                    |
| Oblast de Tchernivtsi         | 922.8                       | 938.0                       | 98                    |
| Oblast de Dnipropetrovsk      | 3567.6                      | 3881.2                      | 92                    |
| Oblast de Donetsk             | 4841.1                      | 5332.4                      | 91                    |
| Oblast d'Ivano-Frankivsk      | 1409.8                      | 1423.5                      | 99                    |
| Oblast de Kharkiv             | 2914.2                      | 3195.0                      | 91                    |
| Oblast de Kherson             | 1175.1                      | 1240.0                      | 95                    |
| Oblast de Khmelnytskyï        | 1430.8                      | 1527.1                      | 94                    |
| Oblast de Kirovohrad          | 1133.1                      | 1239.4                      | 91                    |
| Oblast de Kiev                | 1827.9                      | 1940.0                      | 94                    |
| Oblast de Louhansk            | 2546.2                      | 2862.7                      | 89                    |
| Oblast de Lviv                | 2626.5                      | 2747.7                      | 94                    |
| Oblast de Mykolaïv            | 1264.7                      | 1330.6                      | 95                    |
| Oblast d'Odessa               | 2469.0                      | 2642.6                      | 93                    |
| Oblast de Poltava             | 1630.1                      | 1753.0                      | 93                    |
| Oblast de Rivne               | 1173.3                      | 1169.7                      | 100                   |
| Oblast de Soumy               | 1299.7                      | 1432.7                      | 91                    |
| Oblast de Ternopil            | 1142.4                      | 1168.9                      | 98                    |
| Oblast de Vinnytsia           | 1772.4                      | 1932.6                      | 92                    |
| Oblast de Volhynie            | 1060.7                      | 1061.2                      | 100                   |
| Oblast de Transcarpatie       | 1258.3                      | 1252.3                      | 100                   |
| Oblast de Zaporijjia          | 1929.2                      | 2081.8                      | 93                    |
| Oblast de Jytomyr             | 1389.5                      | 1545.4                      | 90                    |
| Kiev                          | 2611.3                      | 2602.8                      | 100                   |
| Sébastopol                    | 379.5                       | 395.0                       | 96                    |

Source : Nombre total de la population réelle. Recensement de la population ukrainienne de 2001. Comité national des statistiques d'Ukraine

## Répartition de la population urbaine et rurale par régions
| Région                        | Population urbaine (milliers) | Population rurale (milliers) | Population urbaine (pourcents) | Population rurale (pourcents) |
| ----------------------------- | ----------------------------- | ---------------------------- | ------------------------------ | ----------------------------- |
| République autonome de Crimée | 1274.3                        | 759.4                        | 63                             | 37                            |
| Oblast de Tcherkassy          | 753.6                         | 649.3                        | 54                             | 46                            |
| Oblast de Tchernihiv          | 727.2                         | 518.1                        | 58                             | 42                            |
| Oblast de Tchernivtsi         | 373.5                         | 549.3                        | 40                             | 60                            |
| Oblast de Dnipropetrovsk      | 2960.3                        | 607.3                        | 83                             | 17                            |
| Oblast de Donetsk             | 4363.6                        | 477.5                        | 90                             | 10                            |
| Oblast d'Ivano-Frankivsk      | 593.0                         | 816.8                        | 42                             | 58                            |
| Oblast de Kharkiv             | 2288.7                        | 625.5                        | 79                             | 21                            |
| Oblast de Kherson             | 706.2                         | 468.9                        | 60                             | 40                            |
| Oblast de Khmelnytskyï        | 729.6                         | 701.2                        | 51                             | 49                            |
| Oblast de Kirovohrad          | 682.0                         | 451.1                        | 60                             | 40                            |
| Oblast de Kiev                | 1053.5                        | 774.4                        | 58                             | 42                            |
| Oblast de Louhansk            | 2190.8                        | 355.4                        | 86                             | 14                            |
| Oblast de Lviv                | 1558.7                        | 1067.8                       | 59                             | 41                            |
| Oblast de Mykolaïv            | 838.8                         | 425.9                        | 66                             | 34                            |
| Oblast d'Odessa               | 1624.6                        | 844.4                        | 66                             | 34                            |
| Oblast de Poltava             | 956.8                         | 673.3                        | 59                             | 41                            |
| Oblast de Rivne               | 549.7                         | 623.6                        | 47                             | 53                            |
| Oblast de Soumy               | 842.9                         | 456.8                        | 65                             | 35                            |
| Oblast de Ternopil            | 485.6                         | 656.8                        | 43                             | 57                            |
| Oblast de Vinnytsia           | 818.9                         | 953.5                        | 46                             | 54                            |
| Oblast de Volhynie            | 533.2                         | 527.5                        | 50                             | 50                            |
| Oblast de Transcarpatie       | 466.0                         | 792.3                        | 37                             | 63                            |
| Oblast de Zaporijjia          | 1458.2                        | 471.0                        | 76                             | 24                            |
| Oblast de Jytomyr             | 775.4                         | 614.1                        | 56                             | 44                            |
| Kiev                          | 2611.3                        | -                            | 100                            | -                             |
| Sébastopol                    | 358.1                         | 21.4                         | 94                             | 6                             |

Source : Population urbaine et rurale. Recensement de la population ukrainienne de 2001. Comité national des statistiques d'Ukraine

## Répartition des sexes par régions
| Région                        | Hommes (milliers) | Femmes (milliers) | Hommes (pourcents) | Femmes (pourcents) |
| ----------------------------- | ----------------- | ----------------- | ------------------ | ------------------ |
| République autonome de Crimée | 937.6             | 1096.1            | 46                 | 54                 |
| Oblast de Tcherkassy          | 638.8             | 764.2             | 46                 | 54                 |
| Oblast de Tchernihiv          | 565.5             | 679.7             | 45                 | 55                 |
| Oblast de Tchernivtsi         | 432.1             | 490.7             | 47                 | 53                 |
| Oblast de Dnipropetrovsk      | 1643.3            | 1924.3            | 46                 | 54                 |
| Oblast de Donetsk             | 2219.9            | 2621.2            | 46                 | 54                 |
| Oblast d'Ivano-Frankivsk      | 665.2             | 744.5             | 47                 | 53                 |
| Oblast de Kharkiv             | 1339.5            | 1574.7            | 46                 | 54                 |
| Oblast de Kherson             | 548.5             | 626.6             | 47                 | 53                 |
| Oblast de Khmelnytskyï        | 659.9             | 770.8             | 46                 | 54                 |
| Oblast de Kirovohrad          | 520.8             | 612.2             | 46                 | 54                 |
| Oblast de Kiev                | 845.9             | 982.0             | 46                 | 54                 |
| Oblast de Louhansk            | 1169.9            | 1376.3            | 46                 | 54                 |
| Oblast de Lviv                | 1245.1            | 1381.4            | 47                 | 53                 |
| Oblast de Mykolaïv            | 588.2             | 676.6             | 47                 | 53                 |
| Oblast d'Odessa               | 1155.4            | 1313.6            | 47                 | 53                 |
| Oblast de Poltava             | 747.4             | 882.7             | 46                 | 54                 |
| Oblast de Rivne               | 555.6             | 617.7             | 47                 | 53                 |
| Oblast de Soumy               | 593.8             | 705.9             | 46                 | 54                 |
| Oblast de Ternopil            | 530.2             | 612.3             | 46                 | 54                 |
| Oblast de Vinnytsia           | 809.6             | 962.8             | 46                 | 54                 |
| Oblast de Volhynie            | 500.1             | 560.6             | 47                 | 53                 |
| Oblast de Transcarpatie       | 605.5             | 652.8             | 48                 | 52                 |
| Oblast de Zaporijjia          | 886.6             | 1042.6            | 46                 | 54                 |
| Oblast de Jytomyr             | 644.8             | 744.7             | 46                 | 54                 |
| Kiev                          | 1218.7            | 1392.7            | 47                 | 53                 |
| Sébastopol                    | 173.5             | 206.0             | 46                 | 54                 |

Source : Structure par sexe de la population. Recensement de la population ukrainienne de 2001. Comité national des statistiques d'Ukraine

## Répartition de la population par nationalités
| Région           | Population, 2001 (milliers) | Population, 2001 (pourcents) | Population, 1989 (pourcents) | Évolution (pourcents) |
| ---------------- | --------------------------- | ---------------------------- | ---------------------------- | --------------------- |
| Ukrainiens       | 37541.7                     | 77.8                         | 72.7                         | 100.3                 |
| Russes           | 8334.1                      | 17.3                         | 22.1                         | 73.4                  |
| Biélorusses      | 275.8                       | 0.6                          | 0.9                          | 62.7                  |
| Moldaves         | 258.6                       | 0.5                          | 0.6                          | 79.7                  |
| Tatars de Crimée | 248.2                       | 0.5                          | 0                            | 530.0                 |
| Bulgares         | 204.6                       | 0.4                          | 0.5                          | 87.5                  |
| Magyars          | 156.6                       | 0.3                          | 0.4                          | 96.0                  |
| Roumains         | 151.0                       | 0.3                          | 0.3                          | 112.0                 |
| Polonais         | 144.1                       | 0.3                          | 0.4                          | 65.8                  |
| Juifs            | 103.6                       | 0.2                          | 0.9                          | 21.3                  |
| Arméniens        | 99.9                        | 0.2                          | 0.1                          | 180.0                 |
| Grecs            | 91.5                        | 0.2                          | 0.2                          | 92.9                  |
| Tatars           | 73.3                        | 0.2                          | 0.2                          | 84.4                  |
| Roms             | 47.6                        | 0.1                          | 0.1                          | 99.3                  |
| Azéris           | 45.2                        | 0.1                          | 0                            | 122.2                 |
| Géorgiens        | 34.2                        | 0.1                          | 0                            | 145.3                 |
| Allemands        | 33.3                        | 0.1                          | 0.1                          | 88.0                  |
| Gagaouzes        | 31.9                        | 0.1                          | 0.1                          | 99.9                  |
| Autre            | 177.1                       | 0.4                          | 0.4                          | 83.9                  |

Source : Composition nationale de la population. Recensement de la population ukrainienne de 2001. Comité national des statistiques d'Ukraine

### Nationalités par régions
Note : sont répertoriées les nationalités qui représentent plus de 0,1 % de la population régionale. Les nombres sont donnés en milliers.
- République autonome de Crimée - 2 024,0 (100 %)
  - Russes - 1 180,4 (58,5 %)
  - Ukrainiens - 492,2 (24,4 %)
  - Tatars de Crimée - 243,4 (12,1 %)
  - Biélorusses - 29,2 (1,5 %)
  - Tatars - 11,0 (0,5 %)
  - Arméniens - 8,7 (0,4 %)
  - Juifs - 4,5 (0,2 %)
  - Polonais - 3,8 (0,2 %)
  - Moldaves - 3,7 (0,2 %)
  - Azéris - 3,7 (0,2 %)
  - Ouzbeks - 2,9 (0,1 %)
  - Coréens - 2,9 (0,1 %)
  - Grecs- 2,8 (0,1 %)
  - Allemands - 2,5 (0,1 %)
  - Mordves - 2,2 (0,1 %)
  - Tchouvaches - 2,1 (0,1 %)
- Oblast de Tcherkassy - 1 398,3 (100 %)
  - Ukrainiens - 1 301,2 (93,1 %)
  - Russes- 75,6 (5,4 %)
  - Biélorusses - 3,9 (0,3 %)
  - Arméniens - 1,7 (0,1 %)
  - Moldaves - 1,6 (0,1 %)
  - Juifs - 1,5 (0,1 %)
- Oblast de Tchernihiv - 1 236,1 (100 %)
  - Ukrainiens - 1 155,4 (93,5 %)
  - Russes - 62,2 (5,0 %)
  - Biélorusses - 7,1 (0,6 %)
- Oblast de Tchernivtsi - 919,0 (100 %)
  - Ukrainiens - 689,1 (75,0 %)
  - Roumains - 114,6 (12,5 %)
  - Moldaves - 67,2 (7,3 %)
  - Russes - 37,9 (4,1 %)
  - Polonais - 3,4 (0,4 %)
  - Biélorusses - 1,5 (0,2 %)
  - Juifs - 1,4 (0,2 %)
- Oblast de Dnipropetrovsk - 3 561,2 (100 %)
  - Ukrainiens - 2 825,8 (79,3 %)
  - Russes - 627,5 (17,6 %)
  - Biélorusses - 29,5 (0,8 %)
  - Juifs - 13,7 (0,4 %)
  - Arméniens - 10,6 (0,3 %)
  - Azéris - 5,6 (0,2 %)
- Oblast de Donetsk - 4 825,6 (100 %)
  - Ukrainiens - 2 744,1 (56,9 %)
  - Russes - 1 844,4 (38,2 %)
  - Grecs- 77,5 (1,6 %)
  - Biélorusses - 44,5 (0,9 %)
  - Tatars - 19,2 (0,4 %)
  - Arméniens - 15,7 (0,3 %)
  - Juifs - 8,8 (0,2 %)
  - Azéris - 8,1 (0,2 %)
  - Géorgiens - 7,2 (0,2 %)
  - Moldaves - 7,2 (0,2 %)
- Oblast d'Ivano-Frankivsk - 1 406,1 (100 %)
  - Ukrainiens - 1 371,2 (97,5 %)
  - Russes - 24,9 (1,8 %)
  - Polonais - 1,9 (0,2 %)
  - Biélorusses - 1,5 (0,2 %)
- Oblast de Kharkiv - 2 895,8 (100 %)
  - Ukrainiens - 2 048,7 (70,7 %)
  - Russes - 742,0 (25,6 %)
  - Biélorusses - 14,7 (0,5 %)
  - Juifs - 11,5 (0,4 %)
  - Arméniens - 11,1 (0,4 %)
- Oblast de Kherson - 1 172,7 (100 %)
  - Ukrainiens - 961,6 (82,0 %)
  - Russes - 165,2 (14,1 %)
  - Biélorusses - 8,1 (0,7 %)
  - Tatars - 5,3 (0,5 %)
  - Arméniens - 4,5 (0,4 %)
  - Moldaves - 4,1 (0,4 %)
- Oblast de Khmelnytskyï - 1 426,6 (100 %)
  - Ukrainiens - 1 339,3 (93,9 %)
  - Russes - 50,7 (3,6 %)
  - Polonais - 23,0 (1,6 %)
- Oblast de Kirovohrad - 1 125,7 (100 %)
  - Ukrainiens - 1 014,6 (90,1 %)
  - Russes - 83,9 (7,5 %)
  - Moldaves - 8,2 (0,7 %)
  - Biélorusses - 5,5 (0,5 %)
  - Arméniens - 2,9 (0,3 %)
- Oblast de Kiev - 1 821,1 (100 %)
  - Ukrainiens - 1 684,8 (92,5 %)
  - Russes - 109,3 (6,0 %)
  - Biélorusses - 8,6 (0,5 %)
- Oblast de Louhansk - 2 540,2 (100 %)
  - Ukrainiens - 1 472,4 (58,0 %)
  - Russes - 991,8 (39,0 %)
  - Biélorusses - 20,5 (0,8 %)
  - Tatars - 8,5 (0,3 %)
  - Arméniens - 6,5 (0,3 %)
- Oblast de Lviv - 2 606,0 (100 %)
  - Ukrainiens - 2 471,0 (94,8 %)
  - Russes - 92,6 (3,6 %)
  - Polonais - 18,9 (0,7 %)
- Oblast de Mykolaïv - 1 262,9 (100 %)
  - Ukrainiens - 1 034,5 (81,9 %)
  - Russes - 177,5 (14,1 %)
  - Moldaves - 13,1 (1,0 %)
  - Biélorusses - 8,3 (0,7 %)
  - Bulgares - 5,6 (0,4 %)
  - Arméniens - 4,2 (0,3 %)
  - Juifs - 3,2 (0,3 %)
- Oblast d'Odessa - 2 455,7 (100 %)
  - Ukrainiens - 1 542,3 (62,8 %)
  - Russes - 508,5 (20,7 %)
  - Bulgares - 150,6 (6,1 %)
  - Moldaves - 123,7 (5,0 %)
  - Gagaouzes - 27,6 (1,1 %)
  - Juifs - 13,3 (0,5 %)
  - Biélorusses - 12,7 (0,5 %)
  - Arméniens - 7,4 (0,3 %)
- Oblast de Poltava - 1 621,2 (100 %)
  - Ukrainiens - 1 481,1 (91,4 %)
  - Russes - 117,1 (7,2 %)
  - Biélorusses - 6,3 (0,4 %)
- Oblast de Rivne - 1 171,4 (100 %)
  - Ukrainiens - 1 123,4 (95,9 %)
  - Russes - 30,1 (2,6 %)
  - Biélorusses - 11,8 (1,0 %)
- Oblast de Soumy - 1 296,8 (100 %)
  - Ukrainiens - 1 152,0 (88,8 %)
  - Russes - 121,7 (9,4 %)
  - Biélorusses - 4,3 (0,3 %)
- Oblast de Ternopil - 1 138,5 (100 %)
  - Ukrainiens - 1 113,5 (97,8 %)
  - Russes - 14,2 (1,2 %)
  - Polonais - 3,8 (0,3 %)
- Oblast de Vinnytsia - 1 763,9 (100 %)
  - Ukrainiens - 1 674,1 (94,9 %)
  - Russes - 67,5 (3,8 %)
- Oblast de Volhynie - 1 057,2 (100 %)
  - Ukrainiens - 1 025,0 (96,9 %)
  - Russes - 25,1 (2,4 %)
  - Biélorusses - 3,2 (0,3 %)
- Oblast de Transcarpatie - 1 254,6 (100 %)
  - Ukrainiens - 1 010,1 (80,5 %)
  - Magyars - 151,5 (12,1 %)
  - Roumains - 32,1 (2,6 %)
  - Russes - 31,0 (2,5 %)
  - Roms - 14,0 (1,1 %)
  - Slovaques - 5,6 (0,5 %)
  - Allemands - 3,5 (0,3 %)
- Oblast de Zaporijjia - 1 926,8 (100 %)
  - Ukrainiens - 1 364,1 (70,8 %)
  - Russes - 476,8 (24,7 %)
  - Bulgares - 27,7 (1,4 %)
  - Biélorusses - 12,6 (0,7 %)
  - Arméniens - 6,4 (0,3 %)
  - Tatars - 5,1 (0,3 %)
- Oblast de Jytomyr - 1 389,3 (100 %)
  - Ukrainiens - 1 255,0 (90,3 %)
  - Russes - 68,9 (5,0 %)
  - Polonais - 49,0 (3,5 %)
  - Biélorusses - 4,9 (0,4 %)
- Kiev - 2 567,0 (100 %)
  - Ukrainiens - 2 110,8 (82,2 %)
  - Russes - 337,3 (13,1 %)
  - Juifs - 17,9 (0,7 %)
  - Biélorusses - 16,5 (0,6 %)
  - Polonais - 6,9 (0,3 %)
- Sébastopol - 377,2 (100 %)
  - Russes - 270,0 (71,6 %)
  - Ukrainiens - 84,4 (22,4 %)
  - Biélorusses - 5,8 (1,6 %)
  - Tatars - 2,5 (0,7 %)
  - Tatars de Crimée - 1,8 (0,5 %)
  - Arméniens - 1,3 (0,3 %)
  - Juifs - 1,0 (0,3 %)

Source : Composition nationale de la population. Recensement de la population ukrainienne de 2001. Comité national des statistiques d'Ukraine